# Crassostrea virginica
Crassostrea virginica ou ostra-americana, é uma ostra comestível da costa ocidental do oceano Atlântico, comum na costa brasileira, onde também é conhecida pelos nomes de gueriri, leriaçu e ostra-da-virgínia. A concha alongada, irregular, com a valva inferior côncava e a superior alta, atinge um comprimento de 20 cm. 